# 妙義龍泰成
妙義龍 泰成（みょうぎりゅう やすなり、1986年10月22日 - ）は、兵庫県高砂市出身で境川部屋所属の元大相撲力士。本名は宮本 泰成（みやもと やすなり）。身長188.0cm、体重156.0kg、血液型はA型、最高位は東関脇（2012年9月場所 - 11月場所、2013年7月場所 - 9月場所、2014年9月場所）。現在は年寄・振分。好物はステーキ（特にリブ、サーロイン）、ジンギスカン鍋。趣味は釣り。Facebookを利用している。得意手は押し相撲だが、右を差して寄る相撲も見せている。いわゆる「花のロクイチ組」の1人。

## 経歴

### 中学卒業まで
自動車の板金塗装を営む家庭に生まれる。幼少期から元気な子供であり、他の子供が補助輪を付けて自転車に乗っているときに宮本は補助輪なしで自転車をこいでおり、この様子を見た両親は競輪選手にさせようと考えたという。
子供の頃からそろばん、習字、水泳や体操、柔道など多くの習い事を経験したが、相撲に出会ったのは高砂市立伊保小学校2年生の時であった。
神社の祭りで行われた相撲大会で優勝したことで相撲の魅力に取りつかれ、兵庫県姫路市の広畑少年相撲教室に通い始めた。チームメイトに同県龍野市（現在のたつの市）出身で中学卒業後に北の湖部屋（現在の山響部屋）へ入門した同級生の北磻磨がいた。
その相撲教室では厳しい稽古を課されなかったこともあって、当初は本格的な稽古をしなかったが、1年後の相撲大会は決勝で敗れてしまった悔しさから本格的な稽古へ取り組むようになった。その後は神社のお祭りだけでなく、市大会や県大会にも出場するようになった。
高砂市立荒井中学校時代には、相撲部が無かったため陸上部に籍を置いて円盤投げや砲丸投げにも取り組んだ。この頃は相撲に対する興味が薄れており、相撲教室には2か月に1回程度しか通わず、家族に黙って釣りに出かけたり、不良グループと関わりを持ったりしては、父親から叱責を受ける日々であった。
将来はトラック運転手になると夢見ていたが、両親と将来について話し合いを持つ機会があり、両親の説得を受けてもう一度相撲に真剣に取り組むことを決意。友人と遊んだ後も相撲の稽古に欠かさず取り組むなど、努力を重ねるようになった結果、3年生の時に兵庫県大会で2位の実績を挙げたことで全国中学校相撲選手権大会（全中）への出場を果たした。
その全中に出場した際、埼玉栄高校の相撲部監督に見学を薦められ、その縁で同校に入学。高校の寮のある埼玉県へ向かう際は、大阪府出身の澤井豪太郎（後の豪栄道）と同じ新幹線に乗って東京駅へ向かった。

### 高校時代から大学時代
高校2年生の時まで公式戦に出る機会がなく、ひたすら雑用をこなしながら稽古場の隅で鉄砲を打つ日々を送っており、鉄砲だけで1日の稽古が終わったこともあった。監督の山田道紀からは「鉄砲で日本一になれ」と言われたことから、とにかく宮本は鉄砲柱に向かった。2004年には同級生の澤井（豪栄道）と共に全国高等学校総合体育大会（高校総体）に出場し、団体戦では澤井が主将・宮本が副将としてチームを引っ張った。個人戦では澤井が高校横綱、宮本は準優勝に輝いた。
日本体育大学時代には1年生の頃から公式戦に出場する機会を与えられ、なかなか勝てない中監督は辛抱強く宮本を試合に出し続けた。その甲斐あってか、4年生の2008年には大分国体成年個人の部で優勝し、大相撲の幕下15枚目格付出の資格を獲得した。

### 入門から十両昇進まで
複数の部屋から誘いがあったが、2009年5月場所前に豪栄道が所属する境川部屋へ入門し、5月場所で2007年3月場所の森（後の大翔湖）以来となる幕下15枚目格付出として初土俵を踏んだ。入門に関して宮本は後年「親方の人柄で決めました」と話している。
初土俵となった2009年5月場所では、デビュー戦では黒星を喫したものの、その後4連勝して5勝2敗と勝ち越しを決めた。その後、同年7月場所・9月場所・11月場所と3場所連続して5勝2敗と勝ち越し、同年11月場所後の番付編成会議で2010年1月場所における新十両への昇進が決定。兵庫県からの新十両は、2004年9月場所の若麒麟以来。昇進と同時に、四股名を本名である「宮本」から、「いろいろな技を出せるように」という意味を込めて、埼玉栄高校時代の恩師らと考案した「妙義龍」へと変更した。なお、群馬県の妙義山との関連性は一切なく、そのようなことから群馬県民の反発を受けることもあった。本人はその話を聞くと「妙義山や妙義町の存在を知らなかった」と釈明し、いつか妙義町に挨拶に行きたいと話した。彼自身が幕内に定着して久しい2020年代では関取として極めて珍しい、部屋・師匠ゆかりでも、本名・親族ゆかりでも、出身地ゆかりでもない四股名である。

### 新十両後

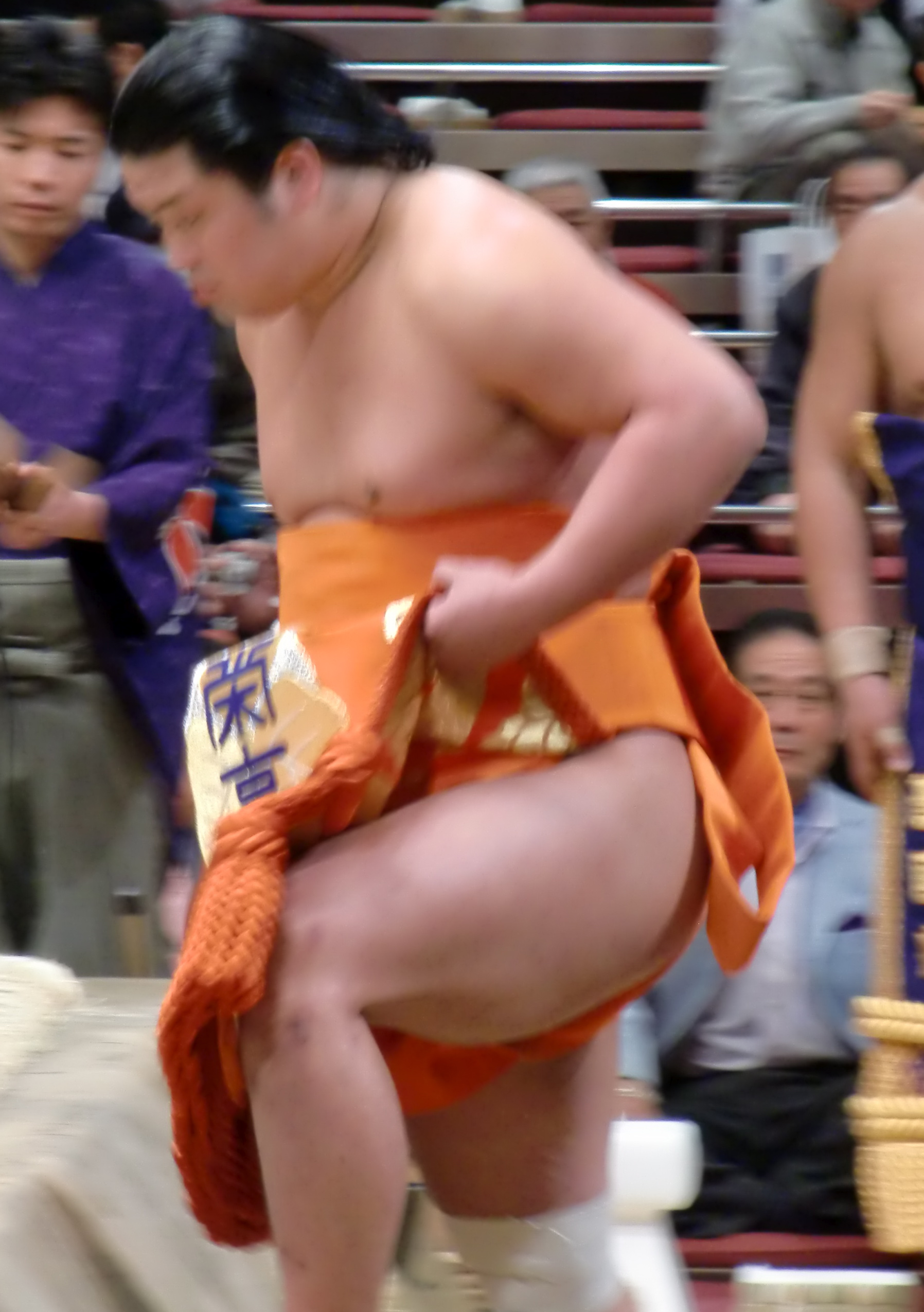
土俵入りでの妙義龍（2010年初場所）

新十両の場所となった2010年1月場所では、初日に十文字を押し出しで破って初勝利を挙げたが、2日目の臥牙丸戦で左膝前十字靭帯断裂という重傷を負って3日目から休場し、以後は再出場することなくこの場所を1勝2敗12休で終えた。さらに翌3月場所から3場所連続で休場し、9月場所で復帰した時には番付は西三段目94枚目まで落ちた。この時番付が下がるのを気にせずにきちんと怪我を治して体作りに励んだことが後に長期にわたって幕内で活躍した要因だと、自身の引退会見で振り返っている。この場所は7戦全勝の成績を収め、優勝決定戦では大学の後輩である千代桜に敗れたものの、翌11月場所にて幕下へと復帰した。その11月場所では、一番相撲で負けたものの、そこから連勝を続けて6勝1敗の成績を挙げ、優勝決定戦も制して幕下優勝を果たした。2011年1月場所は一番相撲から6連勝としたが、千秋楽に同じく全勝の松谷（後の松鳳山）に敗れて優勝を逃した。翌5月技量審査場所では東幕下8枚目の位置で4勝3敗という成績だったものの、大相撲八百長問題で関取から多数の引退者が出た影響もあり、翌7月場所において再十両を果たした。その7月場所では11勝4敗の成績を挙げ優勝決定戦まで進出し、優勝決定戦では舛ノ山を破って初の十両優勝を飾った。翌9月場所でも圧倒的な強さを見せ、13勝2敗の成績を挙げて2場所連続2回目となる十両優勝を達成し、翌11月場所において新入幕。兵庫県からの新入幕は、2011年5月場所の栃乃若以来。

### 新入幕後

#### 2011年・2012年
新入幕となった2011年11月場所では11日目に勝ち越しを決め、最終的には10勝5敗という好成績を挙げた。翌2012年1月場所でも12日目に勝ち越しを決め、9勝6敗の成績を挙げて初の技能賞を受賞した。自己最高位となる東前頭筆頭の位置で迎えた翌3月場所では、横綱・大関陣に対して1勝もできず、早々と11日目に負け越しが決まってしまったものの、結果的には7勝8敗と1点の負け越しに抑えてこの場所を終えた。重傷を負う原因となった因縁の相手となる臥牙丸とは13日目に対戦したが、寄り切りで白星を奪った時には思わず涙した。翌5月場所では4大関を破る活躍を見せて、9勝6敗の成績を挙げて2回目の技能賞を受賞した。翌7月場所では新三役へ昇進（東小結）した。兵庫県からの新三役は、1991年5月場所の貴闘力以来。その場所は3日目に大関・鶴竜を破り、8日目にそれまで全勝だった大関・把瑠都を破る活躍を見せて、8勝7敗と勝ち越しを決めて3回目の技能賞を受賞した。翌9月場所には新関脇へ昇進（東関脇）。兵庫県からの新関脇は、1991年7月場所の貴闘力以来。その場所は初日に大関・稀勢の里戦で敗れたが、2日目から6連勝し、11日目に勝ち越しが決定。最終的に10勝5敗の好成績を挙げて4回目の技能賞を受賞した。3場所連続しての技能賞受賞は、1987年5月場所から同年9月場所にかけての旭富士以来25年ぶりのこととなった。場所後に妙義龍が現在の夫人を食事に誘い、交際に発展。翌11月場所は序盤から苦戦して、早々と10日目に負け越しが決まってしまい、結果的にも6勝9敗に終わったものの、11日目に大関・鶴竜、12日目には新横綱の日馬富士、13日目には大関・琴奨菊を破って意地を示した。

#### 2013年
翌2013年1月場所では3日目に横綱・白鵬を破り自身初となる金星を獲得。千秋楽に勝てば初の殊勲賞受賞だったが、大学の後輩である千代大龍に敗れて7勝8敗となって負け越したために受賞を逃した。3月場所は不戦勝も含め3大関から白星を挙げて8勝7敗。同年5月場所では2日目に横綱・日馬富士を破り2個目の金星を獲得し、11勝4敗の好成績を挙げて5回目の技能賞を受賞した。翌7月場所で一気に東関脇に復帰したが、初日は千代大龍戦でまげを引っ張ってしまい、初の反則負けを喫してしまった。9日目には横綱・日馬富士を2場所連続で破ったが、千秋楽に8勝7敗とようやく勝ち越しにとどまった。翌9月場所では新入幕場所以来となる初日白星で発進したが、中盤から終盤に崩れて14日目に負け越しが決まり、最終的には6勝9敗に終わった。平幕に落ちた11月場所は8勝7敗で勝ち越し。

#### 2014年
2014年1月場所は再び三役に番付を戻したが、初日の碧山に敗れた一番で脇腹付近を痛めた上に3日目に豪風に敗れた際に脇腹の負傷を悪化させ、結局初日から3連敗を喫した末に4日目から「右後腹膜血腫で約2週間の安静加療を要する」との診断書を日本相撲協会に提出して休場した。負傷直後は食事を摂るだけでも患部に激痛が走ったと伝わっている。復帰場所となった3月場所、翌5月場所はいずれも8勝を挙げ、同年7月場所は11勝4敗の好成績を挙げて復調を示した。この場所は技能賞獲得の可能性が取り沙汰されるも、三賞選考委員会の賛成が過半数に満たず受賞はお預けとなった。9月場所は1年ぶりに東関脇の地位で迎えたが、左目網膜剥離により全休。境川は「約1週間前から目の違和感を訴えており、稽古も休んでいた。休場は残念だが、早く手術した方がいいので決断した」と話した。9月11日に東京都内の病院で左目の手術を受け、その後入院せず部屋での静養を行っている模様。東前頭11枚目まで番付を下げた翌11月場所は、11日目に勝ち越しが決定し、最終的に9勝6敗。

#### 2015年
東前頭8枚目だった2015年1月場所は、13日目に勝ち越しが決定し、最終的に9勝6敗。翌3月場所では番付運に恵まれて小結に復帰（西小結で7勝8敗だった栃煌山は、東前頭筆頭に下がった）。この場所では、2日目に大関・稀勢の里を破った。なお、大関との取組での勝利は、2013年11月場所4日目の琴欧洲戦以来（対戦しての勝利は、2013年9月場所8日目の鶴竜戦以来）。14日目には、2013年7月場所（当時関脇）以来となる三役での勝ち越しが決定し、最終的に8勝7敗。翌5月場所では、関脇に復帰し、この場所は7勝8敗と負け越して小結に落ちるも、7月場所で8勝7敗と勝ち越して9月場所で関脇に復帰。この場所は2013年7月場所以来2年ぶりに関脇で勝ち越した。翌11月場所では、足首の状態が良くなかったためか2勝13敗と自身初の二桁黒星を喫したが、5日目に横綱・鶴竜を2場所連続で破った。

#### 2016年
1月場所は東前頭8枚目で迎え、8勝7敗と勝ち越し。東前頭6枚目に番付を上げた3月場所は、12日目終了時点で10勝2敗と優勝の争いの一角に加わっていたが、13日目以降は平幕力士相手に3連敗を喫して脱落。それでも10勝5敗と大きく勝ち越した。東前頭筆頭で迎えた5月場所は、初日から4連敗し、その後も勝ち星を伸ばせず12日目に負け越しが決まり、最終的には6勝9敗だった。西前頭3枚目で迎えた7月場所は、夏場所後に足首を手術した影響を残したのか序盤から負けが込んで10日目にして8敗を喫し負け越しが確定。しかしそこからは5連勝で7勝8敗まで戻して面目を保った。9月場所は東前頭4枚目で5勝10敗と自身2度目の2ケタ黒星。11月場所は千秋楽で勝利して8勝と勝ち越し。

#### 2017年

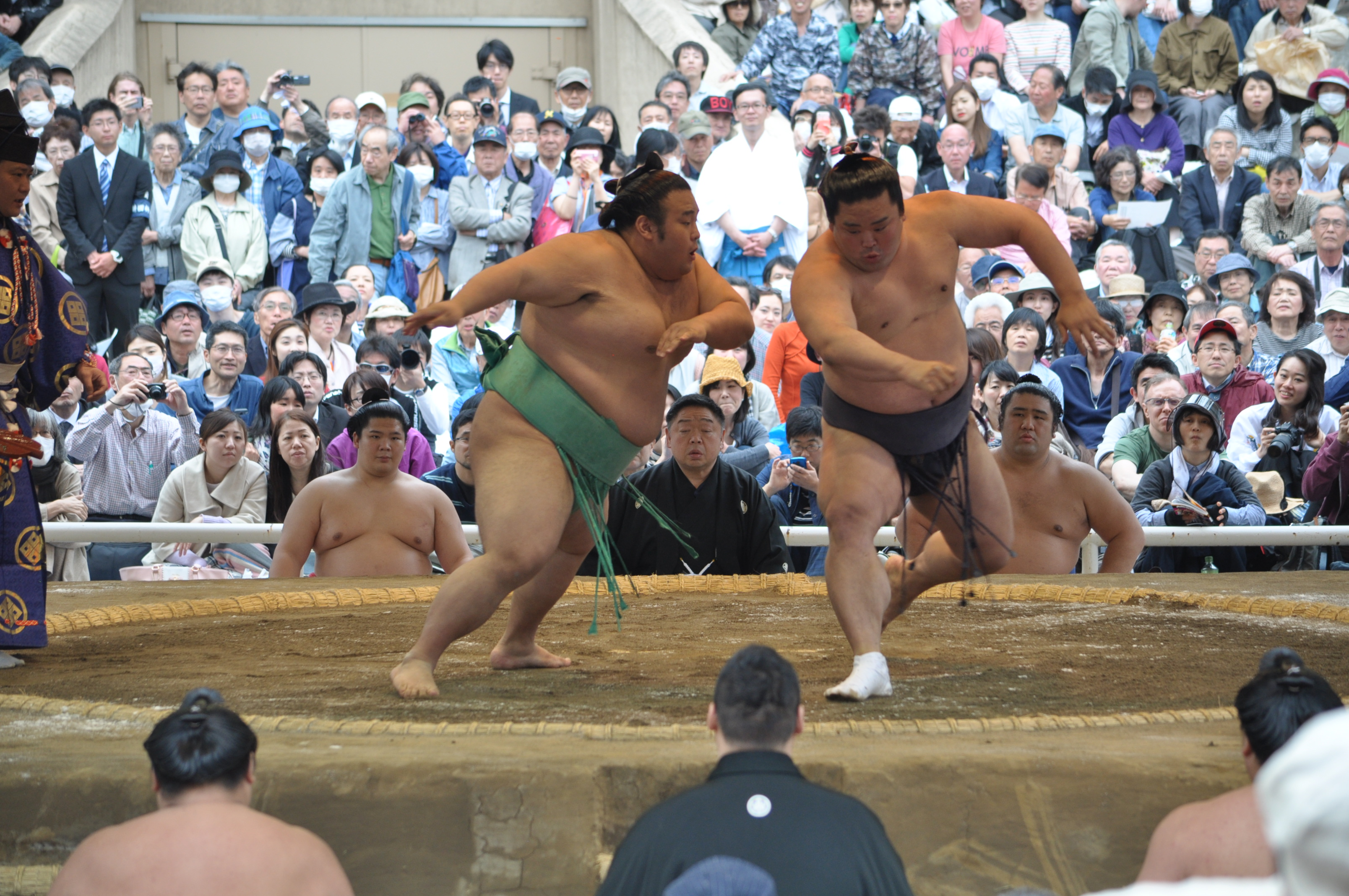
靖国神社奉納大相撲 妙義龍の相手は貴景勝（2017年4月17日撮影）

東前頭7枚目に番付を再び上げた1月場所は一度も連勝できず4勝11敗の大敗。東前頭14枚目まで番付を落とした3月場所も調子が上がらず、序盤から黒星が先行した。それでも12日目にそれまで10勝1敗と優勝争いをしていた栃煌山を破り、場所中初めて星を五分に戻した。しかし13日目に十両の阿武咲に敗れて後がなくなると、14日目に千代翔馬に敗れてついに負け越しが決まる。千秋楽も敗れ、この終盤の3連敗が響いて6勝9敗。初土俵以来初めてとなる幕内二桁台での皆勤負け越し。5月場所は十両陥落の可能性もあったが、番付を一枚下げたのみの東前頭15枚目で迎えることになった。5月場所は前半戦こそ黒星と白星の一進一退が続いたが、8日目から4連敗で負け越しとなる8敗目を喫すると、その後も星が伸びず4勝11敗と大敗した。これにより34場所連続で在位した幕内から落ちることとなった。7月場所は3日目終了時点で1勝2敗と黒星先行であったが、12日目には勝ち越しを確定させた。最終的に10勝5敗の好成績を残した。9月場所も8勝7敗で勝ち越しを決めた。
9月29日、高校時代の同級生であった女性と結婚したことを発表。同月17日に第一子となる長男が誕生したことも明らかになっている。11月場所は返り入幕で勝ち越しの望みがあったが、13日目の取組で膝を負傷し、14日目から左膝半月板損傷で２週間の安静加療を要するという診断書を提出し休場した。正代戦は不戦敗。千秋楽翌日、松葉づえをつきながら1人で帰京し、11月30日、患部の内視鏡手術を行い1週間入院。退院後、ウォーキングからリハビリを始めた。このような状態で2018年1月場所に出場できるのかと不安になっていたが、山田道紀の教えを思い出し、初心に帰って鉄砲で体の動きを確かめた。心境も「十両に落ちたくない」というものから「落ちても関取」と余裕のあるものに変わった。

#### 2018年
1月場所は東十両筆頭に番付を下げたが、休場明けの序盤は黒星が先行する厳しい成績だった。しかし、中盤以降は白星を積み重ねて10勝5敗とし、英乃海との優勝決定戦を制して3度目の十両優勝を果たした。優勝インタビューでは、2017年12月の終わりには全く相撲が取れない状況であったと明かし、さらにご当地の3月場所に向けての意気込みを語った。2場所ぶりの幕内となる西前頭15枚目で臨んだ3月場所は終盤の連敗もあって6勝9敗の負け越しに終わった。番付が後ろに1枚半しかない状況で十両陥落となる星勘定であったが、幕内から十両へ落ちる力士の数が多く、5月場所は僅か半枚減の東前頭16枚目に踏みとどまった。この場所は10勝5敗の好成績で、およそ2年ぶりに幕内で二桁勝利を果たした。東前頭9枚目に番付を伸ばした7月場所も9勝を挙げた。以降、9月場所まで勝ち越しを続け、これによって3年半ぶりとなる3場所連続勝ち越し。妙義龍は連続勝ち越しについて「忘れました。遠い昔のことは」と語っていた。11月場所は前頭筆頭に復帰。2日目にこの場所一人横綱の稀勢の里を破り、5年半ぶりに金星を獲得した。

#### 2019年
7月場所は8勝7敗と4場所ぶりの勝ち越し。9月場所は6日目まで5勝1敗と順調であったが、2敗目を喫した7日目の隠岐の海戦で右足を痛め、日本相撲協会に「右下腿（かたい）三頭筋肉離れで約2週間の安静を要する見込み」との診断書を提出して中日から途中休場。しかし11日目から再出場し、残りの5番を3勝2敗として千秋楽に勝ち越しを決めた。11月場所は6日目に2016年5月場所以来となる髙安からの白星を得るなど好調で、千秋楽に勝って8勝7敗の勝ち越し。

#### 2020年
1月場所3日目の白鵬戦、4日目の鶴竜戦で共に金星を獲得。2日連続での金星獲得は自身初。2013年1月場所以来となる白鵬戦での勝利を3日目に収めた際には「たまたま。体が動いた」と感触の程を語った。
7月場所は12日目に勝ち越しを決めたがこの日は師匠の境川の誕生日である7月30日であり、本人は取組後に「（誕生日は）知っていた。土俵に上がればその一番に集中して、勝つことを意識してやろうと思った」とコメントした。

#### 2021年
9月場所は7日目終了時点で全勝と単独トップの照ノ富士をただ1人1敗で追う状況となった。7日目の志摩ノ海戦で通算800回出場を達成した。この場所は11勝4敗の優勝次点で、自身8年ぶり6度目の技能賞を受賞。また、敢闘賞は優勝したら受賞という条件付きで候補に挙がった。

#### 2022年
1月場所は11日目から途中休場するも、この場所は休場までの間に5勝しかできなかったため、残りを全て休むと番付運次第で十両陥落の恐れがあった。そのため14日目から再出場したがその日と千秋楽は黒星。3月場所は東前頭11枚目の地位を与えられた。5勝8敗2休で1枚下降（前の1月場所から大関が1人増えているため、実質1枚半降下）は異例の幸運である。

#### 2023年
5月末の報道によると、既に年寄名跡「振分」を取得しているとのこと。元東関親方（元前頭・潮丸）の未亡人によると、年寄名跡の取引自体は有償ではあったものの、往時のような高額取引でなかったという。同じ高砂一門の千代大龍が協会に残るために、九重親方（元大関・千代大海）などもに取得に動いたが頓挫しているという。
7月場所は12日目に通算出場1100回目となり、この日は通算出場1200回目を迎える同学年の宝富士と対戦して話題となった。取組は諸差しからの寄り切りで白星。因みに2歳上の玉鷲は妙義龍が入門する前から幕内で活躍していたため「そう考えると凄いですね。“超鉄人”じゃないですか」と漏らしていた。場所は6勝9敗と負け越し。

#### 2024年
5月場所は36場所連続で守り抜いた幕内の地位から西十両筆頭に陥落し、3勝12敗の大敗。7月場所は西十両8枚目まで番付を下げて引退が見え始める状況となったが、この場所は中日に5勝目を挙げて十両残留を確定的なものとし、最終的に7勝8敗と踏みとどまった。9月場所は西十両9枚目となるが、2022年1月以来16場所ぶり、初日からとなると全休した2014年9月場所以来10年ぶりとなる休場。同月8日に日本相撲協会が公表した診断書には「左変形性膝関節症」で「9月22日までの安静加療を要する」「9月場所の休場を要する」と記されていた。結局、9月場所は全休となり来場所の幕下陥落が濃厚な状況となっていたが、場所後の9月24日、日本相撲協会に引退届を提出し、年寄・振分を襲名した。引退会見では思い出の取組として2013年1月場所3日目の白鵬から初白星と共に初金星を獲得した一番を挙げた。

## 取り口
逆三角形の筋肉質な上半身を持ち、全盛期には187cmの長身ながらも膝を割って腰を落とした低い体勢のまま鋭い出足を活かして前に出て繰り出す押し相撲を得意としており、これは強い下半身がもたらす卓越した型と呼べる。引き技にも落ちにくく、そのまま追尾して引き・叩きに乗じるように勝負を決めることも多かった。特に引きに乗じる相撲は上位陣に対して大きな威力を発揮していた。この押し相撲の型が評価されてこれまでに技能賞を6回獲得している。
押し相撲だけでなく右差しから寄る相撲もこなすことができる。一方で守勢に回ると脆く、突き押しを受けると後退しやすく廻しを取られると粘れない部分がある。特に若手の頃から腰が軽く、投げに吹き飛ぶことが多かった。実際のところ、10回以上幕内で対戦した最高位が関脇以下の力士の中での、もろ差しを得意とする力士やパワー型の右四つ力士との対戦成績は一概に良いとは言い切れない。逆に、左四つ一辺倒の力士や突き押しと左四つの折衷型力士には比較的相性が良い。2016年11月場所前の座談会では西岩に「以前は前に絶対落ちないのが持ち味だったんですけど、最近はそうでもなくなってきている」と評されており、同席していた中立は「稽古量がちょっと減ったというのはあるよね。目の手術やいろいろなケガとかでやりたくてもできないというのはあっただろうし」と前に落ちやすくなった理由を語っている。
2021年3月場所になっても、前に出る意識と持ち前のスピードは健在。2021年9月場所7日目の取組後、八角理事長は「前みつを取っていい相撲だったけど15日間、気力や体力がもつかどうか」と妙義龍の持久力を疑っているとも取れるコメントを残した。
2022年7月場所は、2日目、3日目と2日連続で「待った」をするなど立合いが合わない場面が目立った。

## 合い口
いずれも引退時点
（以下は最高位が横綱・大関の現役力士）
- 大関・豊昇龍には1勝3敗。いずれも豊昇龍の大関昇進前の対戦成績。
- 大関・琴櫻には2勝1敗。いずれも琴櫻の大関昇進前の対戦成績。
- 元大関・高安には15勝10敗。2012年4月場所の幕内初顔から2013年7月場所まで5連勝、2014年7月場所から2015年9月場所にかけて5連勝を記録している。髙安の大関在位中は1勝4敗。
- 元大関・朝乃山には2勝9敗。朝乃山の大関在位中は3敗。
- 元大関・正代には9勝9敗（不戦敗による1敗を含む）。正代の大関昇進後は2勝2敗。
- 元大関・御嶽海には6勝7敗。御嶽海の大関在位中は対戦なし。
- 元大関・霧島には4敗。いずれも霧島の大関昇進前の対戦成績。

（以下は最高位が横綱・大関の引退力士）
- 元横綱・白鵬には2勝20敗。初顔合わせから2012年11月場所まで5連敗だったが、2013年1月場所で初勝利を挙げ、初金星を獲得した。
- 元横綱・日馬富士には5勝13敗だが、日馬富士の横綱昇進後は4勝10敗だった。2013年5月場所から7月場所まで2連勝していた。
- 元横綱・鶴竜には10勝11敗。鶴竜の大関昇進後から横綱昇進前までは6勝4敗。鶴竜の横綱昇進後は4勝5敗。2012年5月場所から11月場所まで4連勝していた。
- 元横綱・稀勢の里には5勝16敗。稀勢の里の横綱昇進後は2018年11月場所で1度だけ対戦し、寄り倒しで金星を獲得した。
- 元横綱・照ノ富士には4勝13敗。照ノ富士の大関在位中は2勝5敗。照ノ富士の横綱昇進後は1敗。
- 元大関・琴欧洲には4勝6敗（不戦勝による2勝を含む）だった。途中、2013年1月場所から5月場所まで3連勝していた。
- 元大関・把瑠都には4勝3敗（不戦勝による2勝を含む）だった。把瑠都の大関時代は2勝2敗（不戦勝による1勝を含む）だが、把瑠都が関脇へ降下してからは2勝1敗（不戦勝による1勝を含む）と勝ち越した。
- 元大関・琴奨菊には13勝13敗（不戦敗による1敗を含む）。琴奨菊の大関在位中は8勝10敗（不戦敗による1敗を含む）。2013年5月場所から7月場所まで2連勝していた。
- 元大関・栃ノ心には18勝15敗。栃ノ心の大関在位中は3勝1敗。
- 元大関・貴景勝には1勝14敗。貴景勝の大関昇進後は1勝7敗。

### 幕内対戦成績
| 力士名   | 勝数 | 負数 | 力士名   | 勝数 | 負数  | 力士名   | 勝数  | 負数  | 力士名   | 勝数 | 負数 |
| -------- | ---- | ---- | -------- | ---- | ----- | -------- | ----- | ----- | -------- | ---- | ---- |
| 碧山     | 13   | 14   | 天空海   | 2    | 1     | 朝赤龍   | 1     | 0     | 朝乃山   | 2    | 9    |
| 東龍     | 3    | 0    | 熱海富士 | 0    | 2     | 阿炎     | 2     | 5     | 安美錦   | 11   | 5    |
| 阿夢露   | 3    | 0    | 荒鷲     | 2    | 3     | 阿覧     | 4     | 1     | 勢       | 7    | 5    |
| 石浦     | 2    | 4    | 逸ノ城   | 11   | 5     | 一山本   | 3     | 4     | 宇良     | 3    | 0    |
| 遠藤     | 12   | 11   | 炎鵬     | 1    | 2     | 阿武咲   | 5     | 14    | 王鵬     | 1    | 6    |
| 大砂嵐   | 2    | 5    | 隠岐の海 | 16   | 16    | 魁聖     | 12(1) | 7     | 臥牙丸   | 7    | 1    |
| 輝       | 7    | 7    | 鶴竜     | 10   | 11    | 稀勢の里 | 5     | 16    | 北太樹   | 8    | 0    |
| 北の若   | 2    | 0    | 木村山   | 1    | 0     | 旭秀鵬   | 5     | 1     | 旭大星   | 2    | 0    |
| 旭天鵬   | 6    | 1    | 霧馬山   | 0    | 4     | 金峰山   | 1     | 3     | 荒篤山   | 1    | 1    |
| 豪ノ山   | 1    | 1    | 黒海     | 1    | 0     | 琴恵光   | 10    | 3     | 琴欧洲   | 4(2) | 6    |
| 琴ノ若   | 2    | 1    | 琴奨菊   | 13   | 13(1) | 琴勝峰   | 5     | 4     | 琴勇輝   | 2    | 11   |
| 磋牙司   | 1    | 0    | 里山     | 1    | 0     | 島津海   | 0     | 1     | 志摩ノ海 | 7    | 2    |
| 常幸龍   | 1    | 2    | 正代     | 9    | 9(1)  | 湘南乃海 | 0     | 3     | 松鳳山   | 12   | 9    |
| 蒼国来   | 6    | 1    | 大奄美   | 5    | 1     | 大栄翔   | 2     | 11    | 大翔鵬   | 4    | 0    |
| 大翔丸   | 3    | 4    | 大道     | 1    | 1     | 貴景勝   | 1     | 14    | 貴ノ岩   | 2    | 2    |
| 隆の勝   | 6    | 8    | 髙安     | 15   | 10    | 宝富士   | 20    | 10(1) | 豪風     | 13   | 4    |
| 尊富士   | 0    | 1    | 玉鷲     | 7    | 13    | 美ノ海   | 0     | 2     | 千代鳳   | 5    | 1    |
| 千代翔馬 | 8    | 8    | 千代大龍 | 12   | 10    | 千代ノ皇 | 2     | 2     | 千代の国 | 3    | 4    |
| 千代丸   | 6    | 4    | 剣翔     | 2    | 5     | 照強     | 3     | 5     | 照ノ富士 | 4    | 13   |
| 時天空   | 1    | 5    | 徳勝龍   | 5    | 6     | 栃煌山   | 14    | 15    | 栃ノ心   | 18   | 15   |
| 栃乃若   | 3    | 1    | 翔猿     | 3    | 5     | 友風     | 1     | 2     | 豊ノ島   | 6    | 5    |
| 錦木     | 7    | 8    | 錦富士   | 4    | 4     | 白鵬     | 2     | 20    | 把瑠都   | 4(2) | 3    |
| 日馬富士 | 5    | 13   | 英乃海   | 3    | 2     | 富士東   | 0     | 1     | 武将山   | 1    | 1    |
| 豊昇龍   | 1    | 3    | 豊真将   | 2    | 2     | 北青鵬   | 1     | 2     | 北勝富士 | 8    | 10   |
| 誉富士   | 3    | 0    | 舛ノ山   | 0    | 1     | 御嶽海   | 6     | 7     | 水戸龍   | 1    | 0    |
| 翠富士   | 0    | 7    | 明生     | 3    | 5     | 豊山     | 4     | 2     | 芳東     | 1    | 0    |
| 嘉風     | 3    | 7    | 竜電     | 6    | 6     | 狼雅     | 0     | 2     | 若荒雄   | 0    | 2    |
| 若隆景   | 1    | 3    | 若元春   | 0    | 4(1)  |          |       |       |          |      |      |

## エピソード
- 中学時代には地元の巡業に来ていた土佐ノ海の胸を借りたことがある[53]。
- 2013年8月24日夜、ジャカルタ巡業の遠征中であった妙義龍は豊響と共にタクシーに乗って夕食に出掛けたが、2人とも一般と比べて並外れた巨漢であったことから現地の警察官はテロリストと疑って車を止め、荷物を調べた後警官は2人が力士であると理解してようやく収束した[54]。
- 2010年1月場所で重傷を負って途中休場していた際はしばらく車椅子生活を送っていたが入院先の女性看護師が自身の乗った車椅子を懸命に押している姿を見て不甲斐なさや恥ずかしさを感じ、全力でリハビリに取り組んだという。この体験が三役を掴んだ原動力となっている[55]。
- 豪風と並んで角界随一の筋トレ論を持つ力士であるといい、豪風と共に相撲教習所で行ったトークショーで「週に最低2回、基本は下半身」とトレーニング周期と重点的に鍛える部位を語ったことがある。因みに豪風は「肩の日、胸の日、背中の日と3日間に分けています」とそのトークショーで答えていた[56]。妙義龍はまた同じトークショー内で「ゆでたまごを1日20個食べてます」と明かしたが、豪風からは「タンパク質を取りすぎると肝臓に負担がかかって疲れやすくなるからダメ。ちゃんこ鍋がバランスの良いプロテイン」と駄目出しを受けてしまった[57]。
- 2015年4月よりサントリー「伊右衛門 特茶」のCMに出演（宮沢りえらと共演）。
- 日体大の後輩である千代大龍からは一目置かれている。2017年5月場所千秋楽で四股名に「龍」の字が付く者同士の「ドラゴン対決」では、勝った千代大龍が「向こうのほうが強そうですから。僕なんて"千代小龍"です」と恐縮して負けた妙義龍を立てた[58]。
- 2017年4月29日、都内で自身の激励会が行われた。この時は2017年5月場所の番付発表前で十両落ちも懸念される状況であり、その5月場所で34場所連続で在位した幕内の地位を離れることになるという憂き目にあった[59]。
- 2016年10月21日には秋巡業神戸場所が行われた[60]。
- 2015年9月と2018年9月に江崎グリコから化粧廻しを1個ずつ贈られている。妙義龍は江崎グリコのプロテイン、アミノ酸、サプリメントなどを愛飲していることで江崎グリコとは縁がある[61]。
- 2021年9月場所に引退した白鵬との思い出を、同年10月19日の日本相撲協会のインフルエンザ予防接種に参加した際に振り返った[62]。
- 2023年の夏巡業旭川場所ではジンギスカン鍋と出会った。本人は「（北海道）旭川巡業の時に食べたジンギスカンが、本当においしかった。あれを食べに行くためだけに、個人的に、また旭川に行きたいぐらい。お店は『大黒屋』。おいしすぎて、2時間半、ずっと食べていた」と語っている[2]。

## 記録など
- 2012年5月場所から同年9月場所にかけて平成以降では単独1位となる3場所連続単独での技能賞受賞を記録している[63]。同じく平成以降単独1位の記録として同一年における技能賞受賞回数の記録が残っており、2012年には3月場所と11月場所を除いて技能賞を4回を受賞している。
- 全休した2014年9月場所を除く、幕内在位34場所中で初日の成績は10勝24敗。初日が白星だったのは、新入幕だった2011年11月場所・幕内で初の2連勝スタートだった2013年9月場所・2014年5月場所・幕内で初の3連勝スタートだった2014年7月場所・2015年5月場所・2015年9月場所・2016年3月場所・2016年9月場所・2017年3月場所・2017年11月場所の10場所。2012年1月場所から、2度目の三役復帰だった2013年7月場所まで10場所連続で初日が黒星だった（うち7場所は勝ち越し）。逆に、途中休場した2014年1月場所・2017年11月場所・全休した2014年9月場所を除く、幕内在位32場所中で千秋楽の成績は17勝15敗と勝ち越している。

## 主な成績

### 通算成績
- 通算成績：601勝597敗79休（91場所）
- 通算勝率：.502
- 幕内成績：495勝539敗31休（71場所）
- 幕内勝率：.479

### 各段優勝
- 十両優勝：3回（2011年7月場所、2011年9月場所、2018年1月場所）
- 幕下優勝：1回（2010年11月場所）

### 三賞・金星
- 三賞：6回
  - 技能賞：6回（2012年1月場所、2012年5月場所、2012年7月場所、2012年9月場所、2013年5月場所、2021年9月場所）
- 金星：6個
  - 白鵬：2個（2013年1月場所、2020年1月場所）
  - 日馬富士：1個（2013年5月場所）
  - 鶴竜：2個（2019年5月場所、2020年1月場所）
  - 稀勢の里：1個（2018年11月場所）

### 場所別成績
| | 一月場所 初場所（東京） | 三月場所 春場所（大阪） | 五月場所 夏場所（東京） | 七月場所 名古屋場所（愛知） | 九月場所 秋場所（東京） | 十一月場所 九州場所（福岡） |
| --- | ----------------------- | ----------------------- | ----------------------- | --------------------------- | ----------------------- | --------------------------- |
| 2009年 （平成21年） | x                       | x                       | 幕下付出15枚目 5–2      | 西幕下7枚目 5–2             | 西幕下2枚目 5–2         | 西幕下筆頭 5–2              |
| 2010年 （平成22年） | 東十両14枚目 1–2–12     | 東幕下14枚目 休場 0–0–7 | 西幕下54枚目 休場 0–0–7 | 西三段目34枚目 休場 0–0–7   | 西三段目94枚目 7–0      | 東幕下58枚目 優勝 6–1       |
| 2011年 （平成23年） | 西幕下26枚目 6–1        | 八百長問題 により中止   | 東幕下8枚目 4–3         | 西十両12枚目 優勝 11–4      | 東十両3枚目 優勝 13–2   | 西前頭11枚目 10–5           |
| 2012年 （平成24年） | 東前頭5枚目 9–6 技      | 東前頭筆頭 7–8          | 東前頭2枚目 9–6 技      | 東小結 8–7 技               | 東関脇 10–5 技          | 東関脇 6–9                  |
| 2013年 （平成25年） | 西前頭筆頭 7–8 ★        | 西前頭2枚目 8–7         | 東前頭筆頭 11–4 技★     | 東関脇 8–7                  | 東関脇 6–9              | 東前頭筆頭 8–7              |
| 2014年 （平成26年） | 東小結 0–4–11           | 東前頭10枚目 8–7        | 東前頭8枚目 8–7         | 西前頭6枚目 11–4            | 東関脇 休場 0–0–15      | 東前頭11枚目 9–6            |
| 2015年 （平成27年） | 東前頭8枚目 9–6         | 西小結 8–7              | 西関脇 7–8              | 西小結 8–7                  | 西関脇 8–7              | 西関脇 2–13                 |
| 2016年 （平成28年） | 東前頭8枚目 8–7         | 東前頭6枚目 10–5        | 東前頭筆頭 6–9          | 西前頭3枚目 7–8             | 東前頭4枚目 5–10        | 東前頭9枚目 8–7             |
| 2017年 （平成29年） | 東前頭7枚目 4–11        | 東前頭14枚目 6–9        | 東前頭15枚目 4–11       | 東十両4枚目 10–5            | 西十両筆頭 8–7          | 西前頭15枚目 6–8–1          |
| 2018年 （平成30年） | 東十両筆頭 優勝 10–5    | 西前頭15枚目 6–9        | 東前頭16枚目 10–5       | 東前頭9枚目 9–6             | 東前頭5枚目 8–7         | 東前頭筆頭 8–7 ★            |
| 2019年 （平成31年 /令和元年） | 東小結 5–10             | 西前頭2枚目 6–9         | 東前頭5枚目 6–9 ★       | 東前頭7枚目 8–7             | 西前頭6枚目 8–5–2       | 東前頭2枚目 8–7             |
| 2020年 （令和2年） | 西前頭筆頭 5–10 ★       | 東前頭6枚目 4–11        | 感染症拡大 により中止   | 西前頭10枚目 10–5           | 東前頭3枚目 6–9         | 東前頭5枚目 4–11            |
| 2021年 （令和3年） | 西前頭9枚目 8–7         | 西前頭4枚目 7–8         | 西前頭4枚目 6–9         | 東前頭7枚目 5–10            | 西前頭10枚目 11–4 技    | 西前頭3枚目 2–13            |
| 2022年 （令和4年） | 東前頭10枚目 5–8–2      | 東前頭11枚目 7–8        | 東前頭12枚目 6–9        | 東前頭14枚目 9–6            | 東前頭9枚目 8–7         | 西前頭7枚目 8–7             |
| 2023年 （令和5年） | 西前頭6枚目 6–9         | 東前頭10枚目 5–10       | 西前頭14枚目 9–6        | 西前頭10枚目 6–9            | 東前頭13枚目 10–5       | 東前頭9枚目 6–9             |
| 2024年 （令和6年） | 西前頭12枚目 5–10       | 東前頭15枚目 6–9        | 西十両筆頭 3–12         | 西十両8枚目 7–8             | 西十両9枚目 引退 0–0–15 | x                           |
| 各欄の数字は、「勝ち-負け-休場」を示す。 優勝 引退 休場 十両 幕下 三賞：敢=敢闘賞、殊=殊勲賞、技=技能賞 その他：★=金星 番付階級：幕内 - 十両 - 幕下 - 三段目 - 序二段 - 序ノ口 幕内序列：横綱 - 大関 - 関脇 - 小結 - 前頭（「#数字」は各位内の序列） |                         |                         |                         |                             |                         |                             |

## 改名歴
四股名
- 宮本 泰成（みやもと やすなり）2009年5月場所 - 2009年11月場所
- 妙義龍 泰成（みょうぎりゅう - ）2010年1月場所 - 2024年9月場所

年寄名
- 振分 泰成（ふりわけ やすなり）2024年9月24日 -

## 主なメディア出演

### CM出演
- 伊右衛門特茶[69]（サントリー[70]）